# Johann Thomas Hagemann
Johann Thomas Hagemann (* 24. Oktober 1771 in Hamburg; † 17. Juli 1853 ebenda) war ein deutscher Kupferstecher.

## Leben
Hagemann war ein Schüler des angesehenen Hamburger Kupferstechers Thomas Albrecht Pingeling. Er arbeitete bis zum Tod Pingelings 1803 mit diesem in einer Werkstatt zusammen und wohnte auch in dessen Haus. Er stach überwiegend Landkarten, so des Amtes Ritzebüttel nebst dortigen Wasserbauwerken und Seezeichen (1807) und Karten der Stadt Hamburg für den Geometer Paridom Gottlob Heinrich (1810). In den Jahren 1808 bis 1810 stach er Vorlagen des Kalligraphen und Mathematikers Andreas Grüning (1756–1821) für dessen Veröffentlichungen. Er wurde in St. Michaelis bestattet.